# Francisco Fernández Carvajal
Francisco Fernández Carvajal (Albolote, Granada, 24 de enero de 1938) es un sacerdote católico español, uno de los autores contemporáneos de obras de espiritualidad más traducidos (alemán, eslovaco, francés, holandés, inglés, italiano, portugués y rumano).

## Biografía
Tras licenciarse en Historia por la Universidad de Navarra, realizó el doctorado en Derecho Canónico por el Angelicum de Roma. Miembro del Opus Dei, se ordenó sacerdote en Madrid en 1964. Fue Redactor-Jefe de la revista Palabra durante más de diez años.
Su obra más voluminosa, Hablar con Dios, publicada en Ediciones Palabra reúne más de cuatrocientas cincuenta meditaciones para cada día del año, estructuradas según el tiempo litúrgico en siete tomos. Se han editado más de dos millones de ejemplares. La obra se ha traducido a diversos idiomas: alemán, eslovaco, francés, holandés, inglés, italiano, portugués y rumano.
Vive en la provincia de Madrid.

## Obras
- Hablar con Dios (Ediciones Palabra, 2005, 14.ª edición) obra en 7 o 4 tomos
  - Edición inglesa: In Conversation with God (Scepter Publications, 1993) 7 volume set; ISBN 0-906138-19-1
  - Edición portuguesa: Falar com Deus (Quadrante); ISBN 85-7465-015-3
- Antología de textos. Para hacer oración y para la predicación (Ediciones Palabra, 2005, 15.ª edición actualizada y revisada); ISBN 84-8239-791-5, con más de siete mil citas de Santos Padres y otras autores antiguos y modernos
- El día que cambié mi vida (Ediciones Palabra, 2005, 4ª edición); ISBN 84-8239-768-0
- Como quieras Tú. Cuarenta meditaciones sobre la Pasión del Señor (Ediciones Palabra, 5ª edición); ISBN 84-8239-308-1
- Quédate conmigo. Vivir de la Eucaristía (Ediciones Palabra, 2005, 2ª edición); ISBN 84-8239-880-6
- La dirección espiritual (Ediciones Palabra, 3ª edición); ISBN 84-8239-427-4
- Hijos de Dios. La Filiación divina que vivió y predicó San Josemaría Escrivá (Ediciones Palabra, 6ª edición); ISBN 84-8239-804-0, en colaboración con Pedro Beteta López
  - Edición inglesa: Children of God: The Life of Spiritual Childhood Preached by Blessed Josemaria Escriva (Scepter Publications, 1998); ISBN 1-889334-05-7
- La tibieza (Ediciones Palabra, 2002); ISBN 84-7118-139-8
  - Edición inglesa: Lukewarmness: The Devil in Disguise (Scepter Publications, 2002); ISBN 971-11-7051-5
- Donde duerme la ilusión. La tibieza (Ediciones Palabra, 2006, 1.ª edición)
- Vida de Jesús (Ediciones Palabra, 1.ª edición); ISBN 84-8239-000-7
- El Evangelio de San Mateo (Ediciones Palabra)
- El Evangelio de San Lucas (Ediciones Palabra)
- Índice ascético del Catecismo de la Iglesia Católica (Ediciones Palabra, 1993)
- El paso de la Vida (Ediciones Palabra, 2018)[2]